# Средно поречие на река Негованка
Средно поречие на река Негованка е защитена местност в България. Намира се в землищата на селата Емен и Ново село, област Велико Търново.
Защитената местност е с площ 52,19 ha. Обявена е на 5 март 2020 г. с цел опазване на характерен карстов ландшафт, крайречни гори и групи вековни дървета по поречието на река Негованка, на находища на застрашени и защитени растителни видове – елвезиево кокиче (Galanthus elwesii) и снежно кокиче (Galanthus nivalis), на местообитания на застрашени, уязвими и защитени животински видове, като: черен щъркел (Ciconia nigra), обикновен мишелов (Buteo buteo), бухал (Bubo bubo), гарван гробар (Corvus corax), видра (Lutra lutra), европейска дива котка (Felis silvestris) и др.